# Гюетнош де Пороэт
Гюетнош (фр. Guezenoc, брет. Guéthénoc; умер в 1046) — виконт де Тро с 1008, основатель дома де Пороэт.

## Биография
Точное происхождение Гюетноша неизвестно. Бенедиктинец Морис де Бобуа в XVII веке вёл его родословную от Конана Мериадека — легендарного короля Арморики при императоре Феодосии, однако эта версия в настоящее время отвергнута. Другую версию в том же XVII веке выдвинул монах Огюстен дю Паз. Он считал Гюетноша сыном Ютаэля (Юдикаэля), одного из сыновей Конана I Кривого, графа Ренна и герцога Бретани.
Около 1008 года Гюетнош построил аббатство Жослен в Морбиане. В то же время он  построил замок Тро, сейчас называемый Гилье. На этом месте он основал виконтство, первоначально называвшееся Тро, как и замок, а затем сменившееся название на Пороэ. Также на его территории располагалась область Роган.
Гюетнош стал первым представителем дома де Пороэ. Таким образом, он был предком всех представителей дома Роганов. Тот факт, что Гюетнош назвал своего сына именем, присущим для Роргонидов, а его внук носил имя Эд, предполагает, что он происходил из родов, имеющих франкское происхождение.
В 1021 году граф Корнуая Ален и Гюетнош де Пороэ помогли епископу Ванна Юдикаэлю добиться реституции собственности, украденной норманнами из аббатства Редон. В 1040 году Гюетнош дал аббатству разрешение на строительство часовни.
Гюетнош скончался в 1046 году. Ему наследовал сын Гозлен I.

## Брак и дети
Жена: Элларум, дочь Бенедикта, графа Корнуая. Дети:
- Гозлен I (ум. 1074) — виконт де Тро с 1046